# گئورگ مالیکیان
گئورگ مالیکیان (ارمنی: Գևորգ Մալիքյան; انگلیسی: Kevork Malikyan؛ زادهٔ ۲ ژوئن ۱۹۴۳) بازیگر ارمنی‌تبار است. وی برای ایفای نقش کاظم در فیلم ایندیانا جونز و آخرین جنگ صلیبی (۱۹۸۹) و نقش مکس پاپاندریوس در کمدی تلویزیونی حواست به حرفات باشه (۱۹۷۷–۱۹۷۹) شناخته می‌شود.

## حرفه هنری
در طول فعالیت هنری مالیکیان با کارگردانان و بازیگران و استیون اسپیلبرگ، راجر مور، آلن پارکر، سیگورنی ویور مایکل کین و آنتونی هاپکینز همکاری نموده‌است.

## زندگی‌نامه
مالیکیان از والدینی ارمنی در دیاربکر به دنیا آمد.

## گزیده فیلمشناسی
از فیلم‌ها یا برنامه‌های تلویزیونی که وی در آن نقش داشته‌است می‌توان به آثار زیر اشاره کرد.

### سینمای
- قطار سریع‌السیر نیمه‌شب (۱۹۷۸)
- ابوالهول (فیلم ۱۹۸۱) (۱۹۸۱)
- بارانی (فیلم ۱۹۸۳) (۱۹۸۳)
- خیابان هاف مون (فیلم) (۱۹۸۶)
- جزیره پاسکالی (۱۹۸۸)
- ایندیانا جونز و آخرین جنگ صلیبی (۱۹۸۹)
- شکم جانور (فیلم ۲۰۰۳) (۲۰۰۲)
- پرواز فونیکس (۲۰۰۴ فیلم) (۲۰۰۴)
- رنسانس (فیلم) (۲۰۰۶)
- کاخ (فیلم ۲۰۱۱) (۲۰۱۱)
- ربوده‌شده ۲ (۲۰۱۲)
- برش (فیلم ۲۰۱۴) (۲۰۱۴)
- خروج: خدایان و پادشاهان (۲۰۱۴)
- قول (فیلم ۲۰۱۶) (۲۰۱۶)

### تلویزیونی
- دکتر هو (۱۹۶۸)
- حواست به حرفات باشه (۱۹۷۷–۱۹۷۹)
- پوآرو (مجموعه تلویزیونی) (۱۹۹۲)